# Łysogóra
Łysogóra (deutsch Keppurdeggen, 1938 bis 1945 Kühlberg) ist ein Dorf in der polnischen Woiwodschaft Ermland-Masuren. Es liegt im Kreis Gołdap (Goldap) und gehört zur Landgemeinde Dubeninki (Dubeningken, 1938 bis 1945 Dubeningen).

## Geografie
Łysogóra liegt am Südostrand der Rominter Heide (polnisch: Puszcza Romincka) und nur fünf Kilometer südlich der polnisch-russischen Staatsgrenze. Bis zur Kreisstadt Gołdap sind es 28 Kilometer in westlicher Richtung.

## Geschichte
Das kleine, vor 1590 noch Purdeygen genannte masurische Dorf bestand vor 1945 lediglich aus einigen wenigen kleinen Höfen und Gehöften und hat sich bis heute nur unwesentlich verändert. Im Jahr 1874 wurde der Ort in den neu errichteten Amtsbezirk Adlersfelde eingegliedert, der 1939 in „Amtsbezirk Unterfelde“ (der Ort hieß bis 1938 Gollubien, heute polnisch: Golubie) umbenannt wurde und bis 1945 zum Kreis Goldap im Regierungsbezirk Gumbinnen der preußischen Provinz Ostpreußen gehörte.
In Keppurdeggen waren im Jahr 1910 insgesamt 94 Einwohner registriert. Ihre Zahl verringerte sich bis 1933 auf 77 und belief sich 1939 noch auf 67.
Am 3. Juni 1938 erhielt Keppurdeggen im Zuge der nationalsozialistischen Umbenennungsaktion den neuen Namen „Kühlberg“. 
In Kriegsfolge wurde das Dorf 1945 mit dem gesamten südlichen Ostpreußen nach Polen überführt. Heute ist der Ort ein Teil der Gmina Dubeninki und gehört zum Powiat Gołdapski in der Woiwodschaft Ermland-Masuren.

## Religionen
Mehrheitlich war die Bevölkerung Keppurdeggens vor 1945 evangelischer Konfession und in die Kirche Szittkehmen (der Ort hieß zwischen 1936 und 1938: Schittkehmen, zwischen 1938 und 1945: „Wehrkirchen“, heute polnisch: Żytkiejmy) im Kirchenkreis Goldap innerhalb der Kirchenprovinz Ostpreußen der Kirche der Altpreußischen Union eingepfarrt. Die wenigen Katholiken gehörten zur Pfarrei in Goldap im Bistum Ermland.
Seit 1945 ist die Einwohnerschaft Łysogóras fast ausnahmslos katholischer Konfession. Ihre Pfarrkirche ist die ehemals evangelische Kirche in Żytkiejmy, die jetzt dem Dekanat Filipów im Bistum Ełk der Katholischen Kirche in Polen zugeordnet ist. Hier lebende evangelische Kirchenglieder gehören jetzt zur Kirche in Gołdap, die Filialkirche der Pfarrei Suwałki (Suwalken) in der Diözese Masuren der Evangelisch-Augsburgischen Kirche in Polen ist.

## Verkehr
Łysogóra ist über eine Nebenstraße zu erreichen, die südlich der Woiwodschaftsstraße 651 verläuft und Dubeninki sowie Skajzgiry (Skaisgirren) mit Żytkiejmy verbindet. 
Im Jahr 1927 wurde das Dorf Bahnstation an der Bahnstrecke Goldap–Szittkehmen, der sogenannten „Kaiserbahn“, die nach 1945 nicht wieder in Betrieb genommen wurde und zu einem großen Teil abgebaut ist.